# Alte Kirche (Boswil)

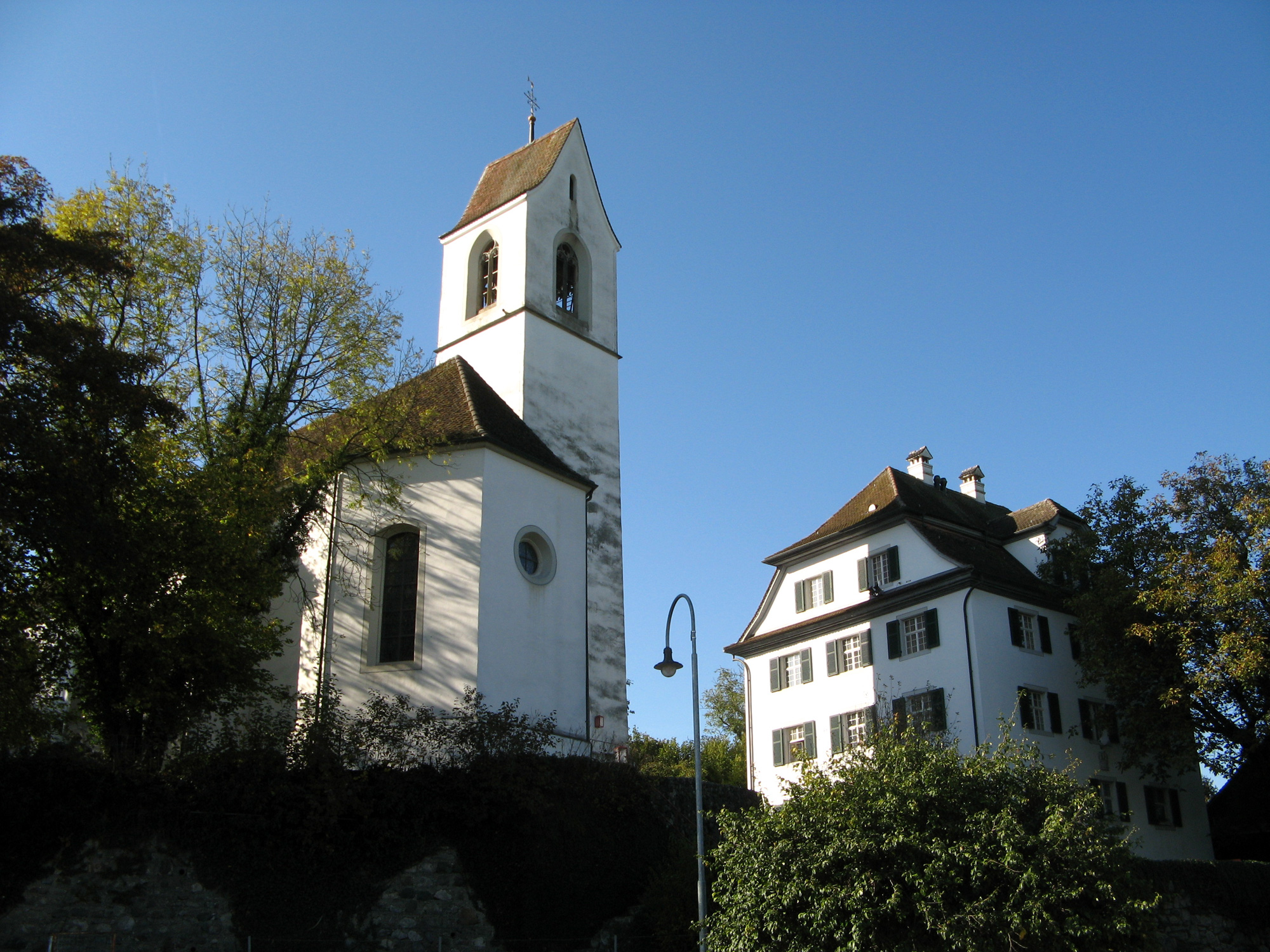
Alte Kirche und Künstlerhaus

Die Alte Kirche ist die ehemalige römisch-katholische Pfarrkirche von Boswil im Kanton Aargau. Sie befindet sich am östlichen Dorfrand und bildet zusammen mit dem ehemaligen Pfarrhaus und der Odilokapelle eine historische Gebäudegruppe. Ursprünglich eine mittelalterliche Wehrkirche, wurde sie Ende des 15. Jahrhunderts neu errichtet, 1890 durch die heutige Pfarrkirche St. Pankraz abgelöst und 1913 profaniert. Heute ist das barocke Gebäude im Besitz der Stiftung Künstlerhaus Boswil.

## Geschichte

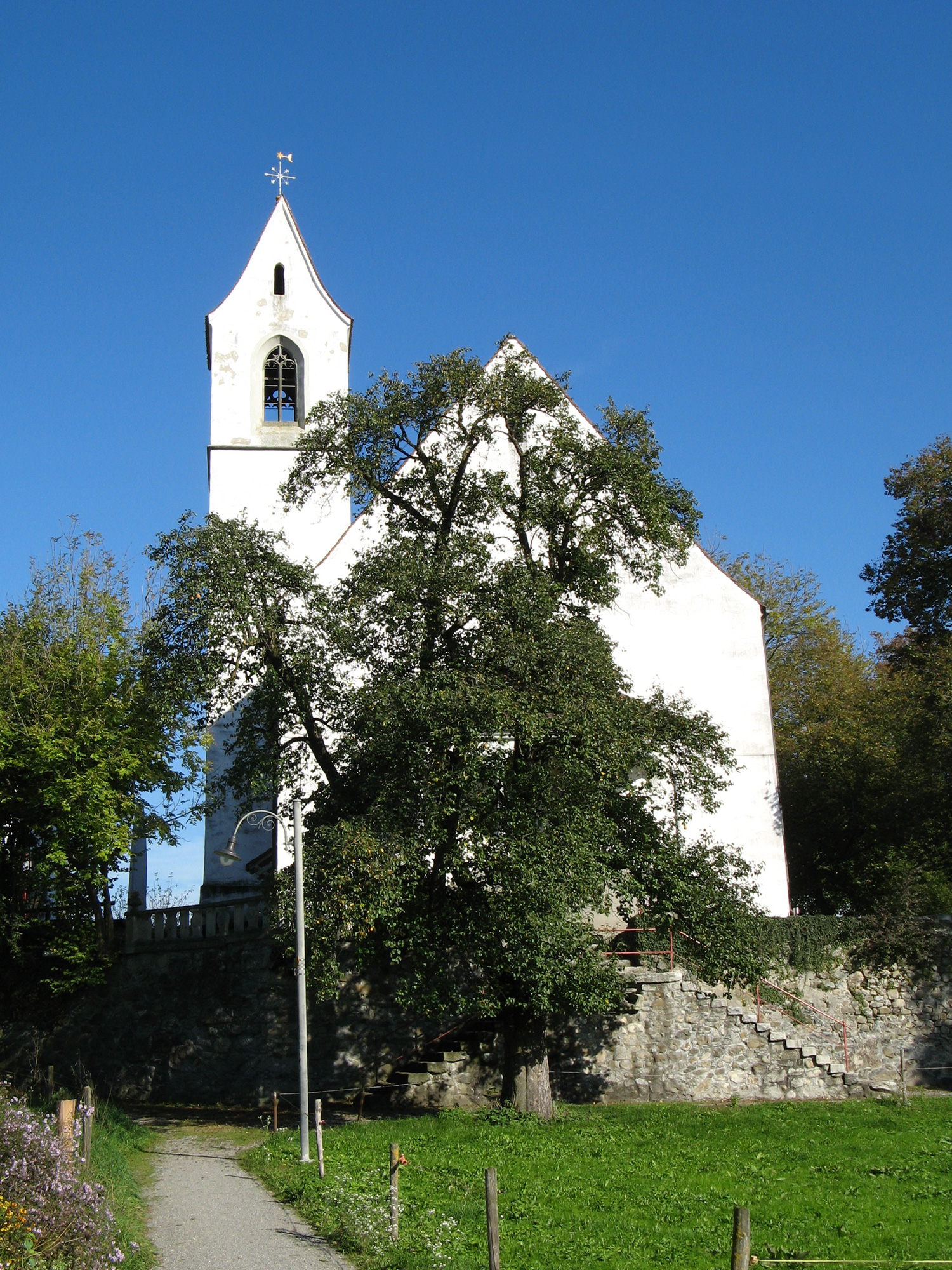
Alte Kirche

Wie aus einer Urkunde der Fraumünsterabtei in Zürich hervorgeht, reicht die einst dem unter dem Patronat des  Heiligen Pankraz stehende Alte Kirche mindestens bis ins 9. Jahrhundert zurück. Ausgrabungen im Jahr 1934 förderten die Grundmauern eines daneben befindlichen Wohnturms zutage, den Stammsitz der Herren von Boswil. Eine Ringmauer umfasste beide Gebäude, die wohl im 11. Jahrhundert entstanden waren, womit es sich hier ursprünglich um eine Wehrkirche handelte. Diese wird in den um 1160 verfassten Acta Murensia erwähnt. Nach dem Fraumünster waren die Herren von Hallwyl die Kollatoren, bis sie 1483 die Pfarrei an das Kloster Muri verkauften (bereits seit 1110 war das Kloster im Besitz der Boswiler Martinskapelle).
Nach dem Kauf liess Abt Johannes Hagnauer den Kirchturm neu errichten, den Chor umbauen und möglicherweise auch das Kirchenschiff erneuern. Am 29./30. September 1498 weihte Daniel von Bellino, Weihbischof von Konstanz, die Kirche ein. Nach einer drei Jahre dauernden reformatorischen Phase erfolgte 1532 eine Rekonziliation. 1664 wurden Schiff und Chor erweitert. Als 1696 ein Riss im Gewölbe auftrat, musste der Chor neu ausgeführt werden und erhielt ein flach gedecktes Dach. Fürstabt Gerold Haimb liess 1734 den Hauptaltar erneuern.
Die Kirche erwies sich allmählich als zu klein und konnte nicht mehr erweitert werden. Aus diesem Grund entstand zwischen 1888 und 1890 die Pfarrkirche St. Pankraz im Oberdorf. Nach der Profanierung der Alten Kirche im Jahr 1913 wurde die Gebäudegruppe an den Kunstmaler Richard Arthur Nüscheler vermietet und 1918 verkauft. Nüscheler richtete ein Atelier ein und nahm einige Ausbesserungen vor. Seine Erben verkauften die Gebäudegruppe 1953 an die «Stiftung Alte Kirche Boswil» (heute Künstlerhaus Boswil), die in der Kirche zahlreiche klassische Konzerte organisiert. Von 1963 bis 1965 erfolgte eine umfassende Restaurierung.

## Bauwerk

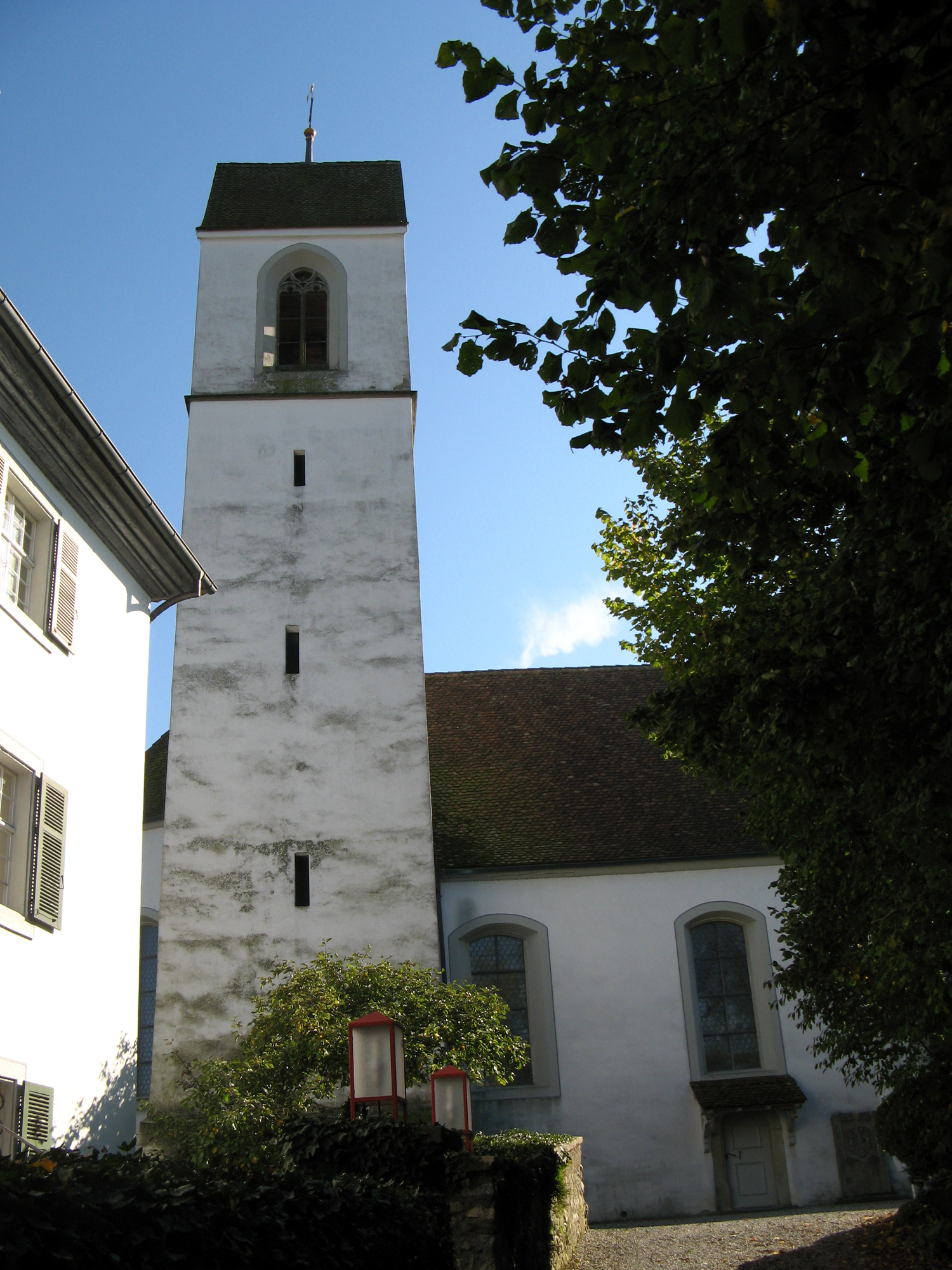
Turm der Alten Kirche

Ältester erhalten gebliebener Teil der Kirche ist der aus dem späten 15. Jahrhundert stammende Kirchturm aus Bruchsteinmauerwerk mit Eckquaderung und mit einem Käsbissendach. Die Glockenstube mit ihren vier zweiteiligen Masswerkfenstern, vom Turmschaft durch ein schmales Profil getrennt, besitzt keine Glocken mehr. Das Kirchenschiff und der Dreisechstelchor liegen unter demselben First. Beide Seiten des Gebäudes weisen je vier Stichbogenfenster auf. 1965 ersetzte man das zweihundert Jahre früher erstellte hölzerne Vorzeichen durch ein Vordach.
Der Innenraum, der heute als Musik- und Vortragssaal dient, besitzt keinerlei kirchliche Ausstattung mehr. Der 1669 von Johann Baptist Wickart geschaffene und 1734 erneuerte Hauptaltar sowie der südliche Seitenaltar wurden 1912 verkauft; sie befinden sich seither in der Pfarrkirche von Andiast. Der Chorbogen besitzt Stuckaturen, darunter ein Wappen von Abt Aegid von Waldkirch. Die Stuckaturen im Chor sind das Werk von Andreas Tschanet, Wolfgang Tschanet und Joseph Anton Berchtold (1774). Sie bestehen aus Rocaille-Kartuschen, während im Chorbogen das Wappen von Fürstabt Bonaventura Bucher angebracht ist.